# 克里切夫

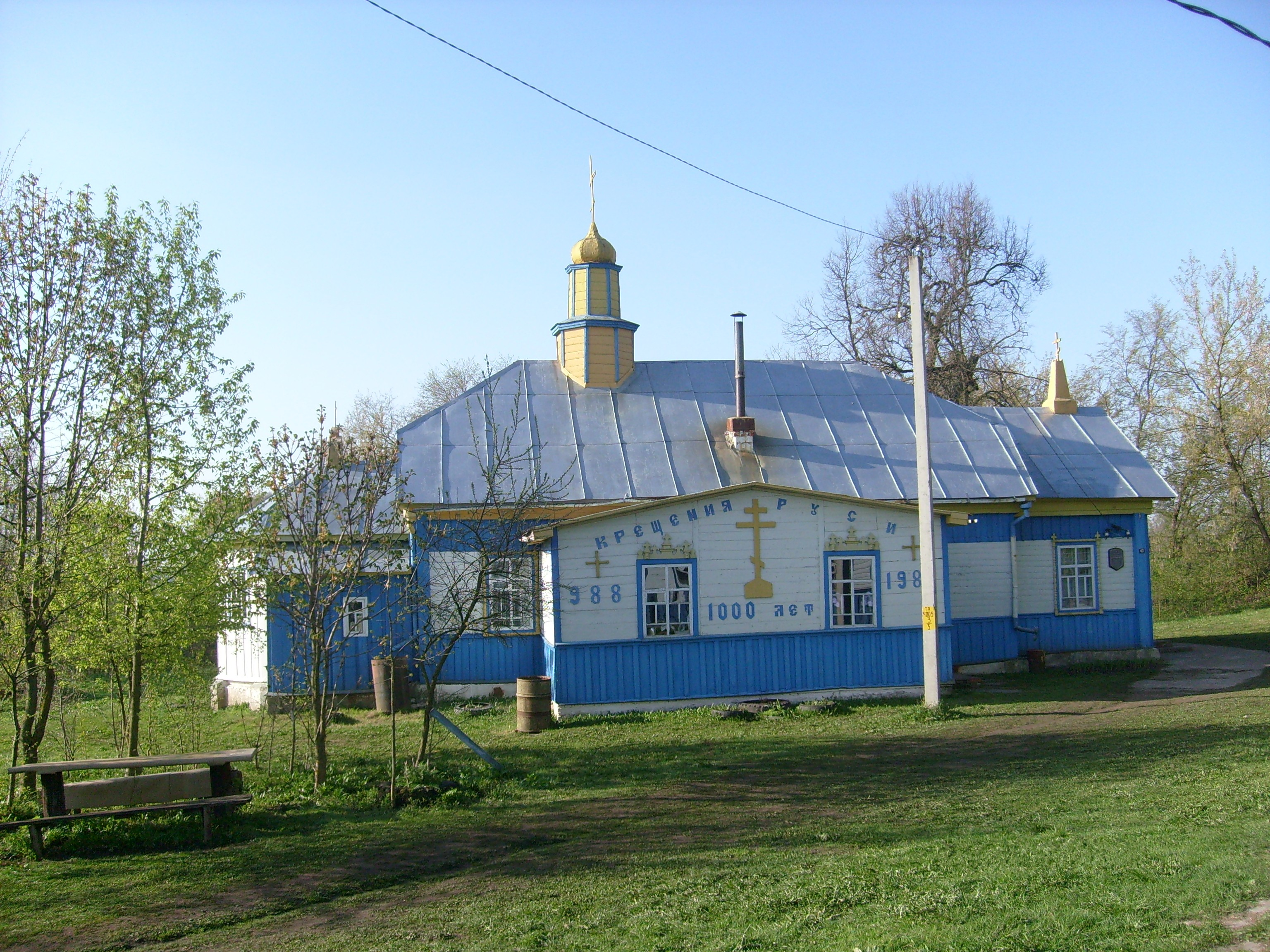

克里切夫（發音：[ˈkrɨtʂau̯]，發音：[ˈkrʲitɕɪf]）是白俄羅斯莫吉廖夫州克里切夫區内的城市及该区的行政中心，位於索日河的右岸，距離與俄羅斯接壤邊境約20公里，面積10.7平方公里，2023年人口数量为23,469人。